# 嶺井美穂
嶺井 美穂（みねい みほ、1997年9月16日 - ）は、日本の女子柔道選手。埼玉県三郷市出身。階級は70kg級。身長163cm。血液型はAB型。段位は弐段。組み手は右組み。得意技は大外刈。現在は綜合警備保障に在籍している。2023年には島田姓となった。憧れの選手は57kg級の宇高菜絵とフィギュアスケートの浅田真央。

## 経歴
父親はインターハイの砲丸投で3位、母親は国体のやり投で2位になるなどスポーツ一家の下に生まれた。柔道は5歳の時に祖父に柔道向きの骨格をしていると勧められたことがきっかけで、三郷少年柔道クラブで始めた。その一方で、柔道以外に水泳や陸上競技、バレーボールなどにも取り組んでいた。小学校5年生の時には全国小学生学年別柔道大会40kg超級に出場したが、決勝トーナメント1回戦で敗れた。東松山南中学1年の時には全国中学校柔道大会57kg級の決勝で、相原中学3年の芳田司に大外返の技ありで敗れるも2位となった。2年の時には63kg級に階級を上げると、全国中学校柔道大会では決勝まで進むが、香長中学3年の池絵梨菜に0－3の判定で敗れて再び2位にとどまった。団体戦では3位だった。3年の時には全日本カデの決勝で世界カデチャンピオンである東大阪大敬愛高校1年の池を大内刈で破って優勝を飾った。全国中学校柔道大会では準決勝まで全て一本勝ちで勝ちあがると、同じく全て一本勝ちで勝ち上がってきた大成中学3年の鍋倉那美との対戦となり、GSにもつれこむ接戦となったものの、1－2の判定で惜敗して3年連続2位に終わった。アジアユースでは優勝を飾った。
桐蔭学園高校に進むと、1年生の時にはインターハイ準決勝で大成高校1年の鍋倉を判定で破るが、決勝では松商学園高校3年の津金恵に大外返で敗れて2位だった。講道館杯では高校1年生ながら決勝まで進むと、コマツの片桐夏海との対戦では有効2つを取ってリードしながら、中盤に小内刈で逆転負けを喫して2位にとどまった。全国高校選手権の個人戦では準々決勝で新田高校2年の佐藤史織に判定で敗れて5位に終わったが、団体戦では2位となった。全国大会で初めてメダルを逃した今大会の個人戦が今までで一番悔しかったという。
2年になると、インターハイ個人戦では準々決勝でライバルの鍋倉を技ありで破ると、決勝では高校選手権で敗れた佐藤を大外刈で破って雪辱した。中学1年から高校1年まで夏の全国大会では4年連続2位という珍記録を樹立していたものの、今大会でようやく全国優勝を果たすことになった。この大会が一番嬉しい優勝だという。今まではすぐ泣いてしまいがちだったが、どんな時でも「無の表情」を心がける“能面特訓”を施して、精神面を鍛錬したことで成果を上げることが出来たという。なお、嶺井をこの階級の将来のエース候補とみなす向きもある。9月の全日本ジュニアでは決勝で鍋倉を指導1で破って優勝した。10月の世界ジュニアでは決勝で鍋倉を有効で破り優勝を成し遂げた。団体戦では準決勝まで勝利するが、決勝のフランス戦では1階級上の70kg級に出場して敗れたものの、チームは優勝を飾った。11月の講道館杯では準決勝で昨年の決勝で敗れた片桐を大外刈で破ると、決勝では自衛隊体育学校の平井希と対戦して先に指導2でリードされるものの、大外刈の有効から袈裟固に抑え込み、逆転勝ちで初優勝を飾った。12月のグランドスラム・東京では初戦でスペインの選手に技ありで敗れた。2015年2月のヨーロッパオープン・オーバーヴァルトでは決勝まで進むが、地元オーストリアのカトリン・ウンターヴルツァッハーに有効で敗れて2位だった。3月の全国高校選手権個人戦では決勝で鍋倉を指導1で破って優勝した。団体戦では準決勝で大成高校と対戦すると、鍋倉と引き分けるなどして3位にとどまった。なお、フランスの著名な柔道サイトであるL'Esprit du Judoから、“かわいい女子高生”と評されることになった。
3年になると、4月の選抜体重別では準決勝で了徳寺学園職員の田中美衣に巴投げで敗れると右膝内側側副靱帯も損傷した。7月のグランプリ・ウランバートルでは決勝で地元の選手に敗れて2位だった。金鷲旗では準決勝で大成高校と対戦すると、1階級上の中江美裕に大内刈で敗れてチームも3位に終わった。8月のインターハイではケガの影響で団体戦のみの出場となったが、準決勝の大成戦で鍋倉と引き分けに終わるなどしてチームも3位にとどまった。10月のグランドスラム・パリでは準々決勝でドイツのマルティナ・トライドスに合技で敗れると、その後の3位決定戦でもイスラエルのヤーデン・ジェルビに技ありで敗れて5位にとどまった。12月のグランドスラム・東京では初戦でオランダのアニカ・ファンエムデンに隅落で敗れて冬季ヨーロッパ遠征に選ばれず、リオデジャネイロオリンピック代表候補から外れた。
2016年には桐蔭横浜大学へ進学した。4月の体重別には右肩二頭筋腱損傷により出場しなかった。約1年ぶりの復帰戦となった11月の講道館杯では、決勝で筑波大学3年の能智亜衣美に指導1で敗れて2位だった。グランドスラム・東京では準々決勝でリオデジャネイロオリンピック金メダリストであるスロベニアのティナ・トルステニャクを有効で破るなどして決勝まで進むが、ウンターヴルツァッハーに有効で敗れて2位にとどまった。中学の時から2位が多いために「シルバーコレクター」とも言われていたが、今回もまた金メダルには届かなかった。2017年2月のグランドスラム・パリでは準々決勝で地元フランスのマルゴー・ピノに一本負けするなどして7位に終わった。
2年の時には4月の体重別において計量超過により失格となった。このため、全柔連が定める計量超過に関する罰則の適用を受けることになり、強化指定選手から除外された。
3年の時には6月の優勝大会準決勝で山梨学院大学と対戦すると、70kg級の新添左季と引き分けるもチームは敗れて3位だった。8月には階級を70kg級に上げると、9月の学生体重別では決勝で大学の2年後輩である朝飛七海に合技で逆転勝ちして優勝を飾った。この際に、「最後まで元気にやれた」「ここからがスタート」とコメントした。11月の講道館杯では準決勝で環太平洋大学2年の田中志歩に小外掛で敗れて3位だった。2019年2月のヨーロッパオープン・オーバーヴァルトでは準決勝でスロベニアのアンカ・ポガツニクにGSに入ってから反則負けして3位だった。
2020年4月からは綜合警備保障の所属となった。その後階級を63㎏級に戻すと、2023年の講道館杯では準々決勝で鍋倉を技ありで破るも、準決勝で国士舘大学4年の山口葵良梨に技ありで敗れて3位だった。

## 戦績
- 2010年 -　全国中学校柔道大会　2位(57kg級)

63kg級での戦績
- 2011年 -　全国中学校柔道大会　個人戦　2位　団体戦　3位
- 2012年 -　全日本カデ　優勝
- 2012年 -　ドイツカデ国際　優勝
- 2012年 -　全国中学校柔道大会　2位
- 2012年 -　アジアユース　優勝
- 2013年 -　インターハイ 2位
- 2013年 -　講道館杯　2位
- 2014年 -　全国高校選手権　個人戦　5位　団体戦　2位
- 2014年 -　ロシアジュニア国際 3位
- 2014年 -　インターハイ　優勝
- 2014年 -　全日本ジュニア　優勝
- 2014年 -　世界ジュニア　個人戦　優勝　団体戦　優勝
- 2014年 -　講道館杯　優勝
- 2015年 -　ヨーロッパオープン・オーバーヴァルト　2位
- 2015年 -　全国高校選手権　個人戦　優勝　団体戦　3位
- 2015年 -　選抜体重別 3位
- 2015年 -　グランプリ・ウランバートル　2位
- 2015年 -　金鷲旗 3位
- 2015年 -　インターハイ　団体戦　3位
- 2015年 -　グランドスラム・パリ　5位
- 2016年 -　講道館杯　2位
- 2016年 -　グランドスラム・東京　2位
- 2017年 -　グランドスラム・パリ　7位
- 2018年 -　優勝大会　3位

70kg級での戦績
- 2018年 -　学生体重別　優勝
- 2018年 -　講道館杯　3位
- 2019年 - ヨーロッパオープン・オーバーヴァルト　3位

63kg級での戦績
- 2023年 - 講道館杯　3位

(出典、JudoInside.com)

## テレビ出演
- ミライ☆モンスター（フジテレビ系列）
  - 2015年7月12日[41]
  - 2018年10月21日[42]